# Vernon Shaw
Vernon Shaw (ur. 13 maja 1930, zm. 2 grudnia 2013) – polityk i prezydent państwa Dominika, wieloletni pracownik tamtejszej służby cywilnej.

## Życiorys
Studiował między innymi na Uniwersytecie w Oksfordzie, w Wielkiej Brytanii. Od 1948 roku do 1990 służył w wielu gabinetach państwa Dominikana, między innymi w Ministerstwie Zdrowia, czy Ministerstwie Spraw Zagranicznych. Po tym gdy w 1990 roku zrezygnował z pełnienia rządowych stanowisk, wykładał na uniwersytetach, w tym University of the West Indies.
2 października 1998 został wybrany na prezydenta przez Zgromadzenie Narodowe jako kandydat Zjednoczonej Partii Pracy (UWP), a zaprzysiężono go na stanowisko 6 października 1998. Swoją kadencję zakończył 1 października 2003.
Zmarł w 2013 roku w wieku 83 lat w Princess Margaret Hospital. Miał czworo dzieci.